# Michel Adopo
Michel Adopo, né le 19 juillet 2000 à Villeneuve-Saint-Georges en France, est un footballeur français qui joue au poste de milieu central à Cagliari Calcio.

## Biographie

### En club
Né à Villeneuve-Saint-Georges en France, Michel Adopo joue pour l'US Torcy avant de rejoindre le Torino FC où il poursuit sa formation. Il s'impose avec la Primavera de 2017 à 2019, équipe avec laquelle il remporte notamment une coupe d'Italie et une Supercoupe d'Italie avec cette catégorie d'âge. Il tape dans l'œil de Walter Mazzarri, alors entraîneur de l'équipe première, et il est convoqué pour la première fois avec le groupe professionnel en avril 2018, sans toutefois entrer en jeu. Le 27 avril 2018, Adopo signe son premier contrat professionnel avec le Torino FC.
Il joue son premier match en professionnel avec le Torino, le 5 janvier 2020, à l'occasion d'une rencontre de championnat face à l'AS Roma. Il entre en jeu à la place d'Alejandro Berenguer et son équipe s'impose par deux buts à zéro.
Le 29 janvier 2023, Michel Adopo est prêté jusqu'à la fin de saison à l'US Viterbese. Il joue son premier match pour cette équipe le 3 février 2021, lors d'une rencontre de championnat face au S.S. Turris Calcio (en). Il entre en jeu et son équipe s'impose par deux buts à zéro.
Le 5 août 2021, le prêt d'Adopo à l'US Viterbese est prolongé d'une saison supplémentaire.
De retour au Torino à l'été 2022 à la fin de son prêt à l'US Viterbese, Adopo est intégré à l'équipe première par l'entraîneur Ivan Jurić. Le jeune milieu de terrain bénéficie de l'absence de plusieurs joueurs dans le secteur défensif pour être titularisé en défense centrale le 13 août 2022 contre l'AC Monza lors de la première journée de la saison 2022-2023 de Serie A. Le Torino s'impose par deux buts à un ce jour-là,.
Le 10 juillet 2023, Michel Adopo rejoint librement l'Atalanta Bergame. Il signe un contrat de quatre ans, soit jusqu'en juin 2027.

### En sélection
Michel Adopo représente l'équipe de France des moins de 18 ans, faisant trois apparitions en 2018.

## Statistiques
Le tableau ci-dessous retrace la carrière de Michel Adopo depuis ses débuts :

### Statistiques détaillées
| Saison                | Club                  | Championnat           | Championnat | Championnat | Coupe(s) nationale(s) | Coupe(s) nationale(s) | Compétition(s) continentale(s) | Compétition(s) continentale(s) | Compétition(s) continentale(s) | Playoffs | Playoffs | Total | Total |
| Saison                | Club                  | Division              | M.          | B.          | M.                    | B.                    | Comp.                          | M.                             | B.                             | M.       | B.       | M.    | B.    |
| 2019-2020             | Torino FC             | Serie A               | 2           | 0           | -                     | -                     | -                              | -                              | -                              | -        | -        | 2     | 0     |
| 2022-2023             | Torino FC             | Serie A               | 9           | 0           | 2                     | 1                     | -                              | -                              | -                              | -        | -        | 11    | 1     |
| Sous-total            | Sous-total            | Sous-total            | 11          | 0           | 2                     | 1                     | -                              | 0                              | 0                              | 0        | 0        | 13    | 1     |
| 2020-2021             | US Viterbese (prêt)   | Serie C               | 16          | 1           | -                     | -                     | -                              | -                              | -                              | -        | -        | 16    | 1     |
| 2021-2022             | US Viterbese (prêt)   | Serie C               | 32          | 2           | 3                     | 0                     | -                              | -                              | -                              | 2        | 0        | 37    | 2     |
| Sous-total            | Sous-total            | Sous-total            | 48          | 3           | 3                     | 0                     | -                              | 0                              | 0                              | 2        | 0        | 53    | 3     |
| 2023-2024             | Atalanta Bergame      | Serie A               | 10          | 0           | -                     | -                     | C3                             | 1                              | 0                              | -        | -        | 11    | 0     |
| Sous-total            | Sous-total            | Sous-total            | 10          | 0           | 0                     | 0                     | -                              | 1                              | 0                              | 0        | 0        | 11    | 0     |
| 2024-2025             | Cagliari Calcio       | Serie A               | 33          | 1           | 3                     | 0                     | -                              | -                              | -                              | -        | -        | 36    | 1     |
| Sous-total            | Sous-total            | Sous-total            | 33          | 1           | 3                     | 0                     | -                              | 0                              | 0                              | 0        | 0        | 36    | 1     |
| Total sur la carrière | Total sur la carrière | Total sur la carrière | 102         | 4           | 8                     | 1                     | -                              | 1                              | 0                              | 2        | 0        | 113   | 5     |

## Palmarès
- Atalanta Bergame
  - Ligue Europa
    - Vainqueur : 2024

  - Coupe d'Italie
    - Finaliste : 2024